# 应勇
应勇（1957年11月17日—），浙江仙居人，中国共产黨、中华人民共和国法官及政治人物，副国级领导人。1976年12月参加工作，1979年4月加入中国共产党。在职研究生学历，法学硕士，首席大检察官。
应勇出身政法系统，曾担任浙江省监察厅厅长，浙江省高级人民法院院长及上海市高级人民法院院长（二级大法官），中共上海市委常委、副书记、上海市人民政府市长，中共湖北省委书记、湖北省人大常委会主任，第十三届全国人民代表大会宪法和法律委员会副主任委员等职务。现任中华人民共和国最高人民检察院检察长，中国共产党第二十届中央委员会委员。
因习近平在浙江省擔任主要領導期間，應勇曾在習近平手下工作，被外界廣泛認為是习近平派系“之江新軍”的主要成員之一。

## 经历

### 早年
1957年11月，应勇出生于浙江省仙居县，并在台州生活。1976年12月参加工作，任黄岩县澄江工商行政管理所办事员。因家境原因，放弃参加1977年的高考。1977年4月，任澄江派出所办事员、副所长。1982年5月，任黄岩县城关镇党委委员、镇派出所所长。期间不徇私情、公正办理了聚众斗殴、人口普查虚假数据等案件，获得提拔重用。
1983年6月，任中共城关镇委员会副书记、城关镇长。1983年11月，任台州地区行署公安处副处长、党组（委）副书记。1984年9月，在中国政法大学法律专修科学习。1986年7月，任台州地区行署公安处处长、党组（委）书记。1992年1月，任行署公安处党委书记、处长。1992年3月，任中共台州地区委员会政法委书记、行署公安处党委书记、处长。期间处置天台苍山宗族纠纷械斗事件，并大力整治台州沿海猖獗的走私活动。
1992年8月，调任绍兴，任中共绍兴市委员会常务委员，市公安局党委书记、局长。1993年4月，升任中共绍兴市委员会常务委员、政法委书记，市保密委主任，市社会治安综合治理委员会主任，市公安局党委书记、局长。

### 浙江
1995年5月，任浙江省公安厅副厅长、党委委员，省禁毒办主任（其间：1995年12月至1997年6月，在杭州大学法学专业学习，获法学硕士学位；1997年4月至1998年12月，参加省高等教育法律专业自考学习）。1999年4月，任浙江省公安厅党委副书记、副厅长（正厅级），省禁毒办主任，省反恐办主任（其间：1997年9月至2000年7月，在浙江大学行政管理学专业函授本科学习）。任内处置了当时浙江最大的黑社会性质犯罪案件温岭“3·23”事件，是专案组的主要负责人之一。
2003年7月，任中共浙江省纪律检查委员会副书记。2003年9月，任中共浙江省纪律检查委员会副书记、浙江省监察厅厅长，在时任中共浙江省委书记习近平手下工作。
2005年12月，任浙江省高级人民法院党组书记、代院长，省纪委副书记、省监察厅厅长。2006年1月，正式当选浙江省高级人民法院院长、党组书记，兼任浙江省纪委副书记。任内他提出“努力做到不使有诉求的群众因经济困难打不起官司，不使有理有据的当事人因没有关系打不赢官司，不使胜诉当事人的合法权益因执行不力、不公得不到保护”的法院系统三项承诺，后得以全国推广。他还提出过要限制法官的家属担任律师。

### 上海
2007年12月，出任上海市高级人民法院党组书记。2008年1月，正式当选上海市高级人民法院院长、党组书记。在上海任职期间，应勇提出了“两个最大”、“四个让”的总体工作思路。2009年，在他提出“法官的配偶是律师的一方退出”机制后，上海法院系统开始推行这一职务回避制度，并写入上海市高院《上海法院司法廉洁十条纪律》，目的是消除合理怀疑，维护司法公正。该机制是规范法官与律师关系，构筑“隔离墙”机制的重要组成部分。这一制度在2011年在全国层面得到了推广，当年最高人民法院出台了《关于对配偶子女从事律师职业的法院领导干部和审判执行岗位法官实行任职回避的规定（试行）》。此外他还提出，上海法院系统对依法应当公开审理的案件，全面实行公开庭审，并对庭审网络直播常态化，作为“阳光司法”探索的一部分。
2013年4月，应勇暂时离开长期工作的政法系统，任中共上海市委常委、组织部长，接替李希。2014年7月，任中共上海市委副书记，当时的上海市委书记是韩正。2016年9月，兼任上海市人民政府常务副市长，当时的上海市长是杨雄。
2017年1月20日，正式当选上海市人民政府市长，晋升正部级。任内，他主持推进上海全市的垃圾分类制度，居民区分类达标率从15%提高到90%。2017年10月，58岁的李强接替升任中共中央政治局常委的韩正出任中共上海市委书记，成为应勇的上级。2018年2月，当选第十三届全国人大代表。
2020年3月23日，上海市人大常委会接受了已经调任中共湖北省委书记的应勇的辞职，由龚正接任上海市人民政府代理市长一职。

### 湖北
在2019冠状病毒病疫情发生后，2020年2月13日，应勇接替蒋超良出任中共湖北省委书记。2020年6月，当选湖北省人大常委会主任。2020年湖北疫情受控后，应勇便提出“统筹推进经济社会发展，有序恢复正常生产生活秩序”，自此湖北省2021年GDP增速从2020年的负增长到2021年增速全国第一。
2022年3月29日，应勇因年龄原因，不再担任湖北省委书记、常委、委员职务。

### 二线
2022年4月20日，任第十三届全国人民代表大会宪法和法律委员会副主任委员。
曾有媒体认为应勇在中共二十大后有可能会接替周强升任最高人民法院院长，所以对他的这个任命感到有些意外。

### 再回一线
2022年9月2日，十三届全国人大常委会任命应勇为正部长级的最高人民检察院副检察长、检察委员会委员。同日，应勇被任命为中华人民共和国一级大检察官。在离开政法工作近十年后，应勇再回政法系统。10月，成为中国共产党第二十届中央委员会委员。
2023年3月11日，接替转任中国最高法院院长的张军任中华人民共和国最高人民检察院检察长，晋升副国级，成为中国党和国家领导人。